# Claudiu Vaișcovici
Claudiu Vaișcovici (n. 14 octombrie 1962, Galați, România) este un fost fotbalist român. De-a lungul carierei a evoluat la Sportul Studențesc, Oțelul Galați, Dinamo, Bursaspor, Progresul București, Zimbru Chișinău și la Dunărea Galați. Pentru echipa națională de fotbal a României a strâns 10 apariții, între anii 1987-1989.